# Okopy (grodzisko)

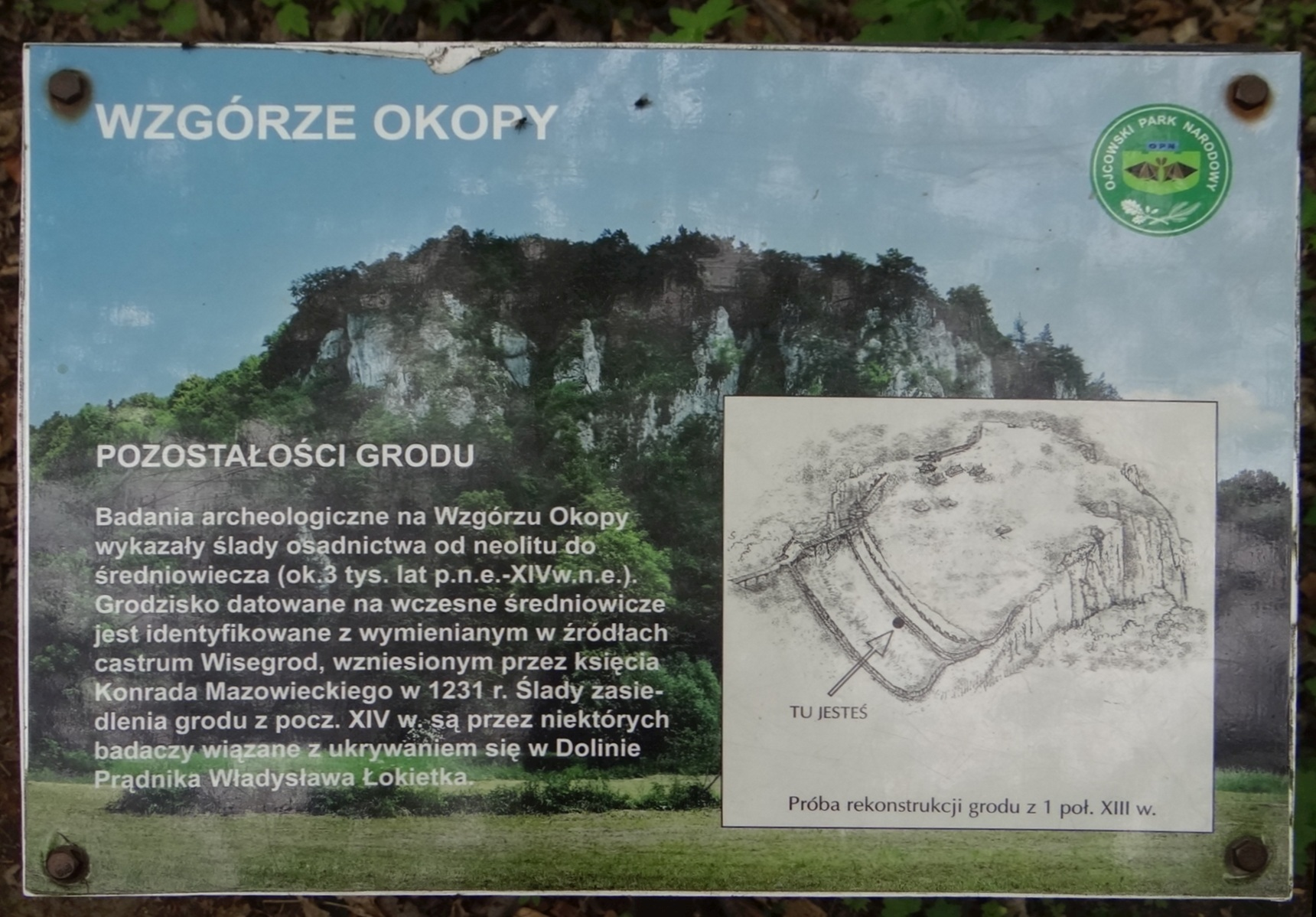
Tablica informacyjna przy grodzisku ze schematem grodu

Okopy – grodzisko na wzgórzu Okopy w Ojcowskim Parku Narodowym. Rozpoznał je i opisał Stanisław Jan Czarnowski w 1898 roku, ponowne badania prowadził Andrzej Żaki w 1970 r. Od strony północnej i zachodniej (Dolina Prądnika) oraz południowej (Wąwóz Smardzowicki) obronność grodowi zapewniają naturalne, urwiste skały Okopy. Od wschodniej strony wzgórze przechodzi w wierzchowinę miejscowości Smardzowice. Od tej strony wykonano dwa równoległe ziemne wały obronne.
Gród powstał we wczesnym średniowieczu. W źródłach historycznych jest wzmiankowany jako wzniesiony w 1231 roku przez księcia Konrada Mazowieckiego castrum Wisegrod. Nie znaleziono resztek budynku. Znaleziono tylko około 1800 fragmentów naczyń, a w jednym z wałów skąpe i zwęglone pozostałości drewna wbudowanego w ich konstrukcję oraz grubą, czerwoną warstwę polepy. Fragmenty naczyń wskazują, że gród zasiedlano trzy lub cztery razy. Najliczniejsze fragmenty naczyń pochodzą z wczesnego średniowiecza, niektóre z XIV wieku.
Z zapisków historycznych wiemy, że w okolicach Ojcowa ukrywał się król polski Władysław Łokietek przed wojskami króla czeskiego Wacława II. Nie wiadomo dokładnie gdzie. A. Żaki przypuszcza, że Łokietek mógł schronić się właśnie w grodzie Okopy i pobliskiej jaskini Jaskinia Okopy Wielka Dolna, według legend miejscem schronienia Łokietka była Jaskinia Łokietka.
Obecnie teren grodziska jest porośnięty lasem. Obok grodziska prowadzi szlak turystyczny, a przy pozostałościach grodziska zamontowano tablicę informacyjną.

## Szlak turystyki pieszej
wejście obok skały Słupek, przez wąwóz Wawrzonowy Dół, wypłaszczenie Skały Krukowskiego, Jaskinię Ciemną, obok skały Rękawica, przez punkty widokowe na Koronnej, Wapiennik, obok Podwójnej i Skały Puchacza do dna Doliny Prądnika przy wylocie Wąwozu Smardzowickiego. 